# Институт за специална техника
Институт за специална техника е бивш научно-приложен институт към Министерството на вътрешните работи на Република България, съществувал от 1967 до 2014 година.
В института са създадени и изработени голям брой технически средства за нуждите на разузнавателните и контраразузнавателните служби на министерството. Всяка година в деня на Празника на института – 15 май, тук се е провеждала Научно-практична конференция, на която доклади се изнасят от специалисти от всички институти и служби на МВР. Докладите след това се публикуват в секретен Сборник научни трудове.
Със свои изделия, подходящи за гражданско приложение, институтът е участвал в изложби на ТНТМ и Интер Експо Център.
Измежду сътрудниците на института има много хабилитирани специалисти и доктори на науката.
Преди 1990 година Институтът е едно от най-секретните звена на МВР, тъй като в него се концентрира информация за методите на работа и техническите възможности на разузнавателните и контраразузнавателните служби на министерството. По тази причина сведения за него не са постъпвали в средствата за масова информация.
След този период се създават възможности за осъществяване на контакти със сродни учреждения от западните страни, главно с Франция и Израел, но срещите с техни представители също не са афиширани.
До 1973 година институтът се помещава в две от сградите на Американския колеж в София, а след това – в новопостроените за целта сгради в двора на колежа. Те разполагат с удобни лаборатории и мощна производствена база.

## Ръководство
Пръв ръководител на института е Кольо Коларов, по-късно генерал-майор, зам.-министър на вътрешните работи. До 1989 година директори на института в различни периоди са полк. ст.н с. инж. Георги Христов и полк. ст.н.с. инж. Димитър Цветков.
След 1989 година директори са:
- полк. ст.н.с. инж. Петър Бойчев, д.т.н. – 1990 – 1999;
- полк. ст.н.с. инж. Илия Йорданов – 2000 – 2009;
- комисар инж. Кирил Иванов – 2009 – 2014.